# Daulatpur (India)
Daulatpur è una suddivisione dell'India, classificata come nagar panchayat, di 3.352 abitanti, situata nel distretto di Una, nello stato federato dell'Himachal Pradesh. In base al numero di abitanti la città rientra nella classe VI (meno di 5.000 persone).

## Geografia fisica
La città è situata a 31° 47' 52 N e 75° 59' 5 E e ha un'altitudine di 520 m s.l.m..

## Società

### Evoluzione demografica
Al censimento del 2001 la popolazione di Daulatpur assommava a 3.352 persone, delle quali 1.685 maschi e 1.667 femmine. I bambini di età inferiore o uguale ai sei anni assommavano a 373, dei quali 198 maschi e 175 femmine. Infine, coloro che erano in grado di saper almeno leggere e scrivere erano 2.647, dei quali 1.381 maschi e 1.266 femmine.